# Bryson City
Bryson City é uma cidade  localizada no estado norte-americano de Carolina do Norte, no Condado de Swain.

## Demografia
Segundo o censo norte-americano de 2000, a sua população era de 1411 habitantes. 
Em 2006, foi estimada uma população de 1388, um decréscimo de 23 (-1.6%).

## Geografia
De acordo com o United States Census Bureau, a localidade tem uma área de 5,8 km², dos quais 5,5 km² cobertos por terra e 0,3 km² cobertos por água. Bryson City localiza-se a aproximadamente 545 m acima do nível do mar.

## Localidades na vizinhança
O diagrama seguinte representa as localidades num raio de 28 km ao redor de Bryson City. 